# Экуменическая ассоциация богословов третьего мира
Экуменическая ассоциация богословов третьего мира (англ. Ecumenical Association of Third World Theologians, EATWOT) — это сеть теологов стран третьего мира, основанная в 1976 году.
Ассоциация представлена организациями в основном из Африки, Азии и Латинской Америки, заинтересованных в создании теологии, актуальной для регионального и экономического контекста развивающихся стран.

## История
Католический теолог Оскар Бимвеньи из Демократической Республики Конго был одной из ключевых фигур в формировании ассоциации. В декабре 1974 года во время учёбы в Католическом университете Лувена он посещал встречи сестер Непорочного Сердца Марии в Индии. В ходе собраний обсуждалась необходимость создания ассоциации богословов для решения насущных проблем бедности в третьем мире. В 1976 году первое официальное собрание ассоциации состоялось в Дар-эс-Саламе, Танзания. Индийский христианский теолог Джошуа Рассел Чандран стал первым президентом ассоциации и оставался на этом посту до 1981 года. С самого начала своего существования два раза в год ассоциация выпускала богословский журнал «Voices from the Third World». Ассоциация подвергала критике традиционное христианское богословие как европоцентричное и подчеркивала необходимость разработки богословия, которое принимало бы во внимание проблемы бедности и угнетения развивающихся стран.

## Роль женщин в структуре
Первоначально ассоциация не позволяла женщинам быть членами. Только на встрече в Нью-Дели в 1981 году женщины получили право голоса.  Активистки, такие как Вирджиния Фабелла и Мерси Амба Одуйойе, бросали вызов отсутствию женского лидерства в церквях и в ассоциации. Мерси Амба Одуйойе стала первой женщиной-президентом ассоциации в 1997 году и сохраняла этот пост до 2001 года. Эти усилия привели к созданию Женской комиссии при ассоциации. В 2018 году на конгрессе, созванном президентом ассоциации бразильским теологом Луизой Томитой, должность президента была упразднена и заменена на должность генерального секретаря, которым стала теолог из Шри Ланки Лал Ширли Уижесингхе.

## Внешние ссылки
- Экуменическая ассоциация богословов третьего мира — официальный сайт
- Библиотека Колумбийского университета: отчеты Экуменической ассоциации богословов третьего мира, 1975–2001 гг.